# 艾琳·布羅克維奇
艾琳・布羅克維奇（英語：Erin Brockovich，1960年6月22日—）是一位美國的法律輔助人員及環境保護運動者。她雖無受過正式法律專業訓練，但在1993年對太平洋瓦電公司（PG&E）提起的訴訟案件中扮演了重要的角色。她的成功經歷成為了2000年電影《永不妥協》的主要題材。自此，布羅克維奇開始成為媒體名人，並在美國廣播公司及Zone Reality主持電視系列節目Challenge America with Erin Brockovich 及Final Justice。她是Brockovich研究和諮詢公司的總裁。她也於Girardi＆Keese、Weitz＆Luxenberg律師事務所（該事務所專注於石棉暴露的人身傷害賠償），以及澳洲Shine律師事務所的顧問。

## 榮譽
- 路易斯克拉克法學院名誉法學博士及畢業典禮講者（英语：Commencement speech） (2005年5月)[5]
- 洛約拉馬利蒙特大學名誉人文博士及畢業典禮講者 (2007年5月)[5]
- Jones國際大學（英语：Jones International University）名譽商業溝通文學碩士[5]

## 連結
- Official Site of Erin Brockovich （页面存档备份，存于）
- The Brockovich Report  BrockovichBlog.com
- Brockovich I-Village
- Official MySpace of Erin Brockovich （页面存档备份，存于）
- Erin Brockovich biography on the Biography Channel
- 艾琳·布羅克維奇在互联网电影资料库（IMDb）上的資料（英文）（英文）
- Evening with Erin Brockovich in Sydney, hosted by the Climate Change Coalition 2007
- Detail about Hinkley case （页面存档备份，存于） at AwesomeStories.com
- Did Hinkley Residents Really Win? at salon.com
- Weitz & Luxenberg PC （页面存档备份，存于）
- Shine Lawyers Australia （页面存档备份，存于）
- Environmental Justice Society
- Erin Brockovich （页面存档备份，存于） video produced by Makers: Women Who Make America